# 赵晔
赵晔（?—?），字长君，会稽山阴（今浙江绍兴）人。從他曾在杜撫處學詩經歷推測，大約是東漢建武年間（25年—56年）东汉史学家、文学家。根据今人张觉的观点，赵晔大约生于公元40年前后，可能卒于公元130年前后，生活于东汉明帝、章帝、和帝、殇帝、安帝之时（公元58-125年）。
年轻时做过县吏，曾让他去迎接郡里来的督邮，由于他禀性清高，不愿阿谀奉承，遂弃职而去。至犍为郡资中县，从杜抚受韩诗，究竟其术，过二十年乃归，家人以为死而发丧。州吏召补为从事，不就，专心著述。后举有道，卒于家。著有《吴越春秋》、《诗细历神渊》。蔡邕至会稽，读《诗细历神渊》而感慨，以为长于《论衡》。